# NGC 6082
NGC 6082 é uma galáxia espiral na direção da constelação de Scorpius. O objeto foi descoberto pelo astrônomo John Herschel em 1837, usando um telescópio refletor com abertura de 18,7 polegadas. 